# 蒙特-拉尔
蒙特拉尔，是西班牙加泰罗尼亚塔拉戈纳省的一个市镇。总面积35平方公里，总人口154人（2001年），人口密度4人/平方公里。